# Roger Crisp
Roger Stephen Crisp, född 23 mars 1961, är en brittisk filosof, verksam i Oxford. Han har mest sysslat med etik, speciellt metaetik, normativ etik och tillämpad etik.
Han disputerade på en avhandling om utilitarism, och hans mest kända verk torde vara Reasons and the Good från 2006. För övrigt har han t.ex. skrivit The Routledge Guidebook to Mill on Utilitarianism (1997).